# Johannes Pölz
Johannes Pölz (* 8. August 2005) ist ein österreichischer Skispringer. Er gehört seit der Saison 2024/25 dem B-Kader des ÖSV an.

## Werdegang
Pölz startet seit dem Alter von 15 Jahren im Alpencup und konnte sich im Februar 2022 erstmals bei einem Wettbewerb unter den besten zehn platzieren. Am 19. Februar 2022 gab er in Villach sein Debüt im FIS Cup. Pölz gehörte zur österreichischen Auswahl für das Europäische Olympische Winter-Jugendfestival 2023 und gewann mit der Mannschaft Gold. Im Einzel wurde er Siebenter. Im Mai 2023 berief ihn der ÖSV in den B-Kader für die folgende Saison.
Durch einen Sturz von Wladimir Sografski konnte sich Pölz am 30. September 2023 bei seinem ersten Start im Grand Prix knapp für den Wettbewerb qualifizieren. Er errang im anschließenden Wertungsdurchgang punktgleich mit Christian Røste Solberg den 35. Platz.
Bei den Nordischen Junioren-Skiweltmeisterschaften 2024 in Planica erreichte Pölz im Februar 2024 den sechsten Platz im Skisprung-Einzelwettbewerb. Im Team mit Simon Steinberger, Fabian Held und Stephan Embacher gewann er den Teamwettbewerb. Außerdem gewann er im Team mit Julia Mühlbacher, Sahra Schuller und Stephan Embacher den Mixed-Teamwettbewerb.
Den FIS-Cup 2023/24 beendete er auf dem 20. Rang.